# Livno
Livno (escucharⓘ) es un municipio y localidad de Bosnia y Herzegovina. Se encuentra en el cantón 10, dentro del territorio de la Federación de Bosnia y Herzegovina. La capital del municipio de Livno es la localidad homónima.

## Localidades
El municipio de Livno se encuentra subdividido en las siguientes localidades:
- Bila.
- Bilo Polje.
- Bogdaše.
- Bojmunte.
- Čaić.
- Čaprazlije.
- Čelebić.
- Čuklić.
- Ćosanlije.
- Dobro.
- Donji Rujani.
- Drinova Međa.
- Držanlije.
- Golinjevo.
- Gornji Rujani.
- Grborezi.
- Grgurići.
- Gubin.
- Komorani.
- Kovačić.
- Lipa.
- Lištani.
- Livno.
- Lopatice.
- Lusnić.
- Ljubunčić.
- Mali Guber.
- Mali Kablići.
- Miši.
- Odžak.
- Orguz.
- Podgradina.
- Podgreda.
- Podhum.
- Potkraj.
- Potočani.
- Potok.
- Priluka.
- Prisap.
- Prolog.
- Provo.
- Radanovci.
- Rapovine.
- Sajković.
- Smričani.
- Srđevići.
- Strupnić.
- Suhača.
- Tribić.
- Veliki Guber.
- Veliki Kablići.
- Vidoši.
- Vrbica.
- Vržerala.
- Zabrišće.
- Zagoričani.
- Zastinje.
- Žabljak.
- Žirović.

## Demografía
En el año 2009 la población del municipio de Livno era de 32 013 habitantes. La superficie del municipio es de 994 kilómetros cuadrados, con lo que la densidad de población era de 32 habitantes por kilómetro cuadrado.